# Шумска скривалица
Шумска скривалица (лат. Hipparchia fagi) врста је лептира из породице шаренаца (лат. Nymphalidae).

## Опис врсте
Ово је крупан лептир који често успева да остане неуочен. Скупи крила на деблу, а боје и шаре му омогућавају одличну камуфлажу. 

## Распрострањење и станиште
По правилу настањује топле и суве шумовите пределе. Локалан је у јужној и централној Европи. 

## Биљке хранитељке
Биљке хранитељке су траве.